# Calvin Klein
Calvin Klein, eg. Richard Klein, född 19 november 1942 i Bronx i New York, är en amerikansk modedesigner.
Klein är mest känd för sitt varumärke Calvin Klein, som tillverkar kläder, men företaget producerar även en rad andra produkter såsom konfektion, parfym, klockor, inredningsartiklar och skor.

## Populärkultur
Michael J. Fox rollfigur Marty McFly, i Tillbaka till framtiden-filmerna, kallas även för Calvin Klein, på grund av att han bär kalsonger av detta märke som var okända på 1950-talet.